# لادانيكا
لادانيكا (بالسيريلية Лађаница) هي قرية في البوسنة والهرسك. وهي تقع في بلدية كونييتش التابعة لكانتون الهرسك-نيريتفا في اتحاد البوسنة والهرسك. طبقا لنتائج تعداد البوسنة عام 2013 فقد كان عدد سكانها 49 نسمة.

## التاريخ
في القرية مقابر تعود للقرون الوسطى القبور؛ وهي مدرجة على قائمة الآثار الوطنية للبوسنة والهرسك.

## التركيبة السكانية

### التطور التاريخي للسكان
| 1961 | 1971 | 1981 | 1991 | 2013 |
| ---- | ---- | ---- | ---- | ---- |
| 108  | 116  | 85   | 58   | 49   |

## وصلات خارجية
- Maplandia (بالإنجليزية)